# 안혜영
안혜영(安惠英, 1972년 2월 24일~)은 대한민국 제8·9·10대 경기도의회 의원이다.

## 학력
- 수원초등학교
- 수원여자중학교
- 영복여자고등학교
- 수원대학교 사회체육학과 학사 졸업
- 수원대학교 일반대학원 체육학 석사 졸업
- 아주대학교 일반대학원 교육학 박사 수료

```
 (평생교육 & HRD)
```

## 경력
- 서울대, 아주대, 강남대, 경찰대 시간강사
- 국회의원 김진표 비서관
- 2010.07~2022.06: 제8.9.10대 경기도의회 의원(3선)
  - 2018.07~2020.06: 제10대 경기도의회 전반기 부의장
- 수원대학교 객원교수

## 역대 선거 결과
|  | 52.06% |

|  | 57.4% |

|  | 72.4% |